# Mama's Boy
Mama's Boy is een film uit 2007 onder regie van Tim Hamilton.

## Verhaal
De 29-jarige Jeffrey Mannus woont nog steeds bij zijn moeder en dit bevalt hem best. Echter, als zijn moeder voor Mert Rosenbloom begint te vallen, wordt Jeffrey bang voor de positie die hij in huis heeft.

## Rolverdeling
- Jon Heder - Jeffrey Mannus
- Diane Keaton - Jan Mannus
- Jeff Daniels - Mert Rosenbloom
- Anna Faris - Nora Flannigan
- Dorian Missick - Mitch
- Sarah Chalke - Maya
- Eli Wallach - Seymour Warburton
- Rhys Coiro - Trip
- Mary Kay Place - Barbara